# موريس بول ساراي
موريس ساراي (بالفرنسية:Maurice Paul Emmanuel Sarrail) ضابط رفيع في الجيش الفرنسي شارك في الحرب العالمية الأولى، وثالث المفوض السامي العسكري انتدبته فرنسا لحكم سوريا ولبنان من نوفمبر 1924 إلى 23 ديسمبر 1925، ولد في العام 1856 وتوفي في العام 1929، اتّسم عهده في لبنان وسوريا بالقسوة والعنف مما أدى إلى نشوء ثورات وردات فعل قاسية.

## في العسكرية الفرنسية
درس في مدرسة في سان سير (1875-1877)، ثم انتسب إلى الكلية العسكرية الحربية الفرنسية (1883-1885). ترأّس مدرسة saint Maixent الحربية من فبراير 1901 إلى فبراير 1904. ثم عُيّن ضابطا برتبة وزير الحرب 1900-1907. كان من عداد المشاركين في الشبكات الماسونية. شغل منصب مدير الحرس العسكري لمجلس النواب، كما تولى قيادة فرقة المشاة في الحرب.

### رتبه العسكرية
- تلميذ ضابط (1877)
- ملازم أول (1882)
- كابتن (1887)
- عقيد (1905)
- عميد (25 مارس 1908)
- لواء (27 مارس 1911)

## إبان الحرب العالمية الأولى
في الأول من نوفمبر 1913، عُيَّن قائدا لفيلق الجيش الثامن الفرنسي. وفي 24 أبريل 1914 أصبح قائدا للجيش السادس، وفي 30 أغسطس 1914 وقبل معركة المارن الأولى، خلف الجنرال Ruffey على رأس الجيش الثالث.
نتيجة علاقاته القوية بالسياسيين، تولى في 3 تشرين الأول 1915 منصب قائد مشاة فيلق الشرق، وقاد معركة فارادار في أكتوبر من العام 1915، شارك في بناء معسكر سالونيك مع الحلفاء وأصبح قائد جيوش الحلفاء في الشرق في 16 يناير 1916.
أطلق هجوما عسكريا في نوفمبر 1916، والذي سمح للحلفاء باستعادة موطئ قدم لهم على أرض الحليف الصربي.
تم استبداله بالجنرال Guillaumat في 14 ديسمبر من العام 1917.
وُضع في الخدمة الاحتياطية في 6 أبريل 1918.

## شخصيته
اتّصفت شخصية الجنرال موريس ساراي بالعنصرية ضد كل ديانة وإكليروس، فهو كما أشيع غنه تابع للماسونية، وجاهل بخصوصيات الشرق واوضاعه.

## أعماله في لبنان
إثر تبدل الجو السياسي في فرنسا، الناجم عن انتخابات عام 1924، الذي أوصل التحالف اليساري إلى الحكم، شهد حكم المفوض السامي ساراي العديد من التطورات السياسية والعسكرية سواء في لبنان أو في سوريا:
- أهم تلك التطورات كانت الثورة السورية الكبرى التي انطلقت في تموز عام 1925 في المناطق الدرزية السورية، ثم ما لبثت ان عمّت المناطق السورية واللبنانية أيضاً.
- اعتمد سياسة التفرقة الطائفية فبدأت السلطات الفرنسية بتسليح الموالين لها من المسيحيين للوقوف ضد ثورة 1925.
- عمل على تأكيد فصل لبنان وعزله نهائيا عن سوريا.
- في عهده أُقرّ الدستور في المجلس النيابي، وقد كرّس وجود الانتداب الفرنسي على لبنان.
- اتخذ العلم الفرنسي علماً للبنان وأكد على حدود دولة لبنان الكبير وكرّس الطائفية.
- جعل اللغة الفرنسية لغة رسمية للدولة إلى جانب العربية.
- كانت علاقته متوترة بالصحافة والصحافيين.[3] فقد أصدر قرارا[4] يمنع بموجبه نشر المطبوعات وتحريم توزعها إلا إذا كانت معدة للبيع وتعرض في محلات عامة ويعاقب القرار على المطبوعات التي تنقل خفية أو بصورة سرية كذلك من ينقل أخباراً خاصة بأشخاص غير ذوي صفة قانونية وكان هذا لمجابهة نشاط الثورة السورية الكبرى
- أصدر قانون الجنسية اللبناني[5] بيروت في 19 كانون الثاني سنة 1925.[6]
- قرر اعتماد العلمنة بغية كسر نفوذ الإكليروس باصدار مشروع قرار يعدّل قانون الانتخاب بفرض إلغاء توزيع المقاعد وفق التركيبة الطائفية بين أعضاء المجلس التمثيلي.
- في أوائل سنة 1925 أقدم الجنرال ساراي على حل المجلس التمثيلي مسايرة للمعارضة اللبنانية وعين موعداً لإجراء الانتخابات في شهر تموز. وجرت الانتخابات في 12 تموز سنة 1925 وتألف المجلس الجديد من 30 عضواً. وشهد هذا المجلس ولادة الدستور اللبناني، وقد تحول في 25 أيار 1926 إلى مجلس للنواب تنفيذاً للدستور اللبناني.

## قمعه للثورة السورية الكبرى
رغم ان الجنرال ساراي جاء إلى سوريا من اجل تقديم إصلاحات تتلائم مع مبدأ حزبه السياسي، فانه لم يكن موفقا في تحقيقها، فقد اصطدم بتذمّر شديد زادته الأزمة الاقتصادية اضراما، كما ان قراره بإلغاء الاحكام العرفية لم يغير شيئا من الحكم الاستبدادي العسكري، كذلك فإن تعسّفه في التعاطي مع زعماء جبل الدروز، كلها عوامل ادّت إلى اندلاع الثورة ضده، وبعد استفحال أمر الثورة السورية الكبرى ووصولها إلى دمشق، دعا المفوض السامي الفرنسي المقيم في بيروت الجنرال موريس ساراي أركان حربة ومستشاريه وصبحي بركات رئيس الدولة السورية آنذاك إلى الاجتماع به للتداول فيما آلت إلية الحالة الراهنة بدمشق ودخول الثوار إليها لتحريرها، فأجمع الرأي على تدمير دمشق بعد أن سيطر الثوار على أكثر أحيائها، وسافر ساراي إلى دمشق ليشرف بنفسه على تدمير المدينة، فأمر بقصفها في 18 تشرين الأول عام 1925.
استمر القصف ثلاثة أيام من عصر يوم الأحد 18 تشرين الأول إلى مساء الثلاثاء في 20 تشرين الأول فهدمت المتاجر وحرقت المنازل ودمرت البيوت الدمشقية الأثرية، وسقط أكثر من 1500 ضحية نتيجة القصف.

## اعفاؤه من مهامه
كان متمردا على قرارا الساسة الفرنسيين، كما انه تسبب بسياساته باندلاع الثورة السورية الكبرى، وأثار حفيظة حلفاء سوريا في لبنان لا سيما البطريكية المارونية. على أثر ذلك عمد رئيس مجلس الوزراء الفرنسي ادوار هيريو إلى توبيخ ساراي من دون أن يأخذ في حقه أي قرار. دامت المشاحنات بين ساراي والخارجية الفرنسية حتى 18 حزيران 1925، تاريخ البرقية القاسية المرسلة من رئيس الوزراء التي أرغمت ساراي على الرضوخ من دون مراوغة للسياسات الجديدة للدولة الفرنسية. وبعد مدة تم استبداله بمفوض سامٍ مدني وهو بارون هنري دو جوفيني دو أورسين.

## معرض الصور

صور الجنرال ساراي
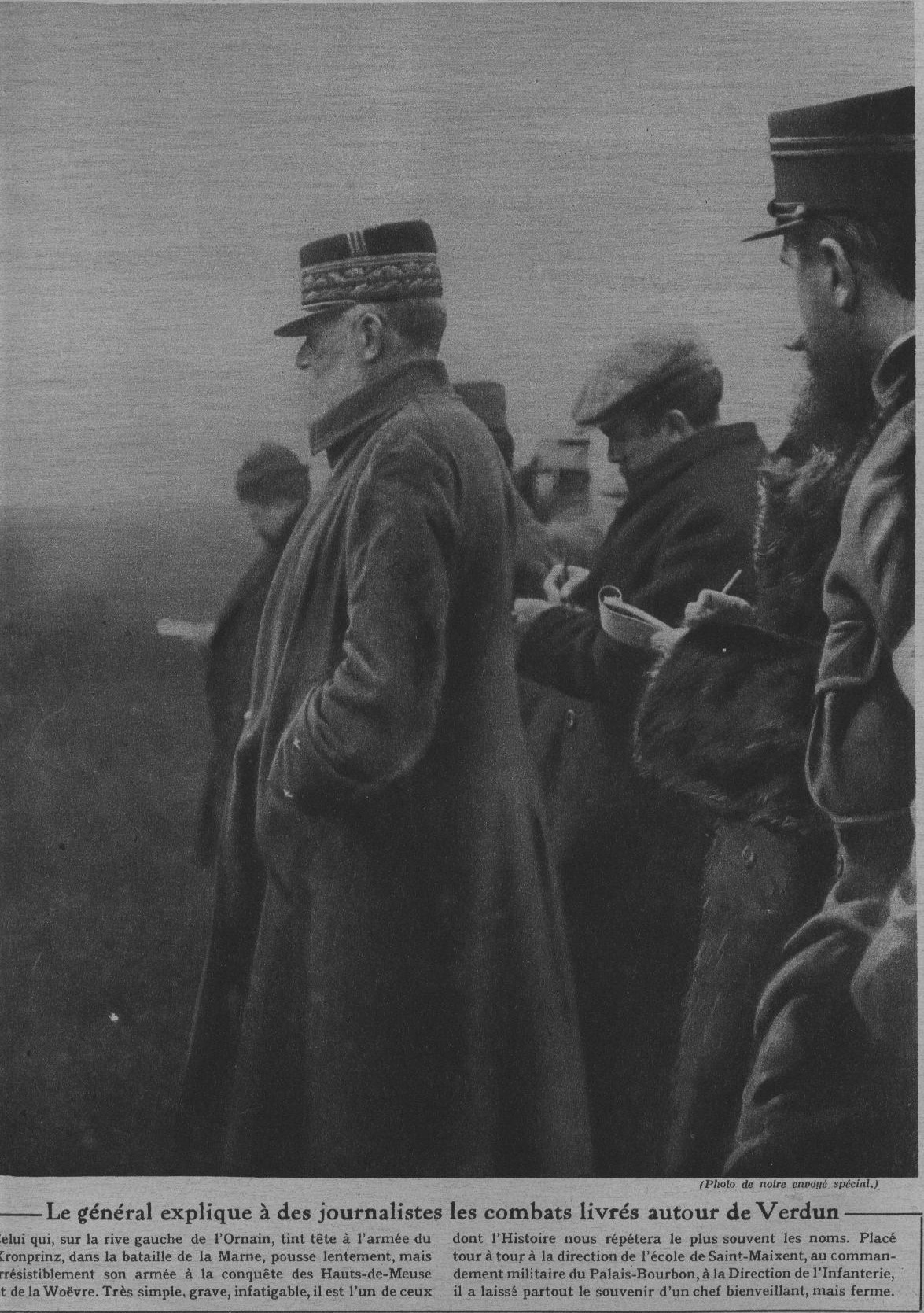
في العام 1915 إبان معركة Argonne
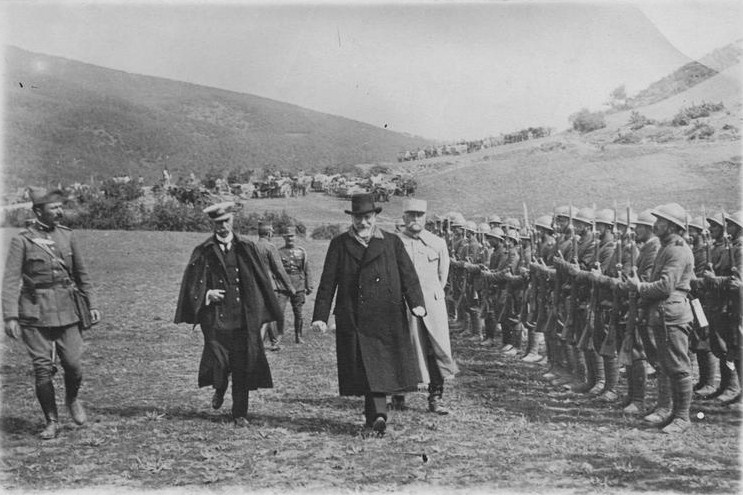
في العام 1918
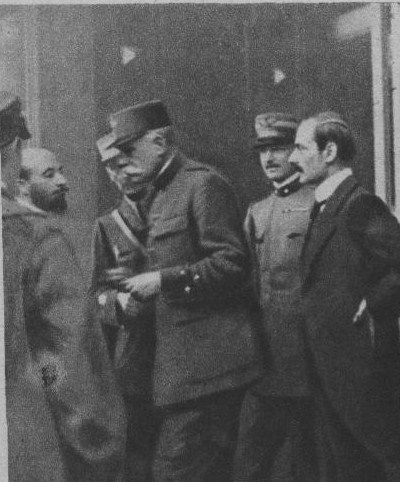
في العام 1917 في روما
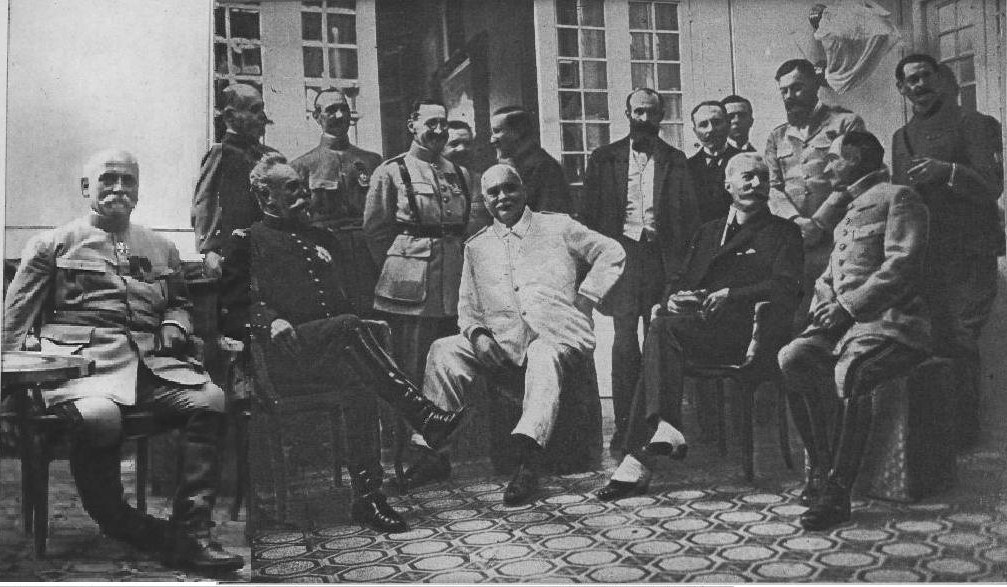
في العام 1917 في اجتماع عسكري
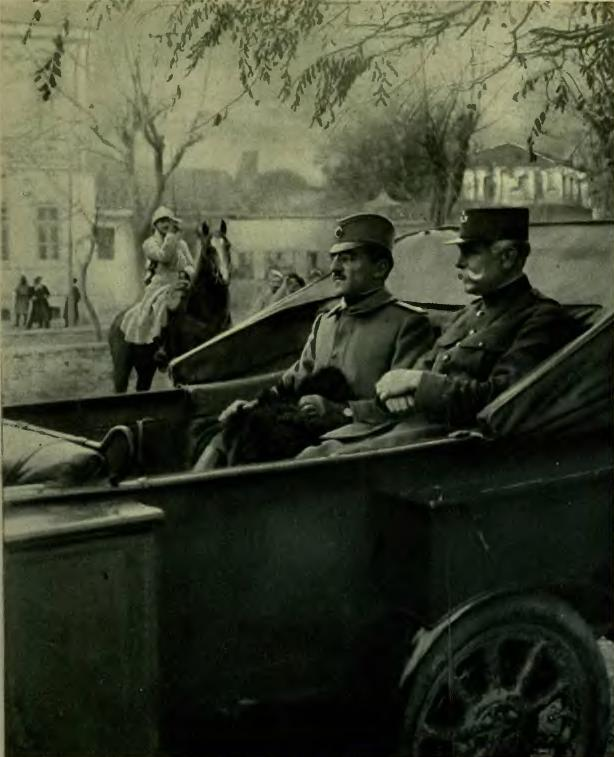
الجنرال ساراي مع أمير صربيا الكسندر
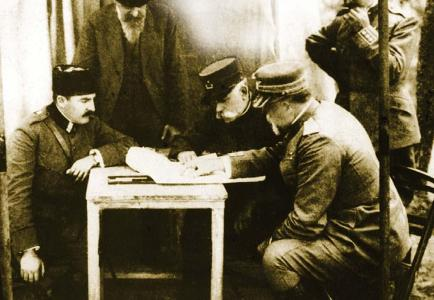
عام 1916 مع أسعد باشا في سولانيك
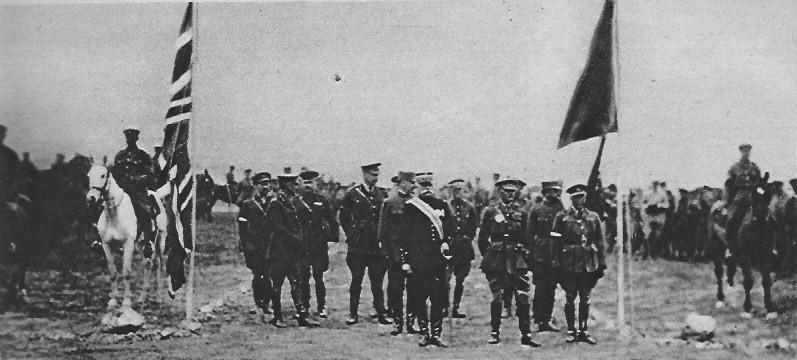
في العام 1916
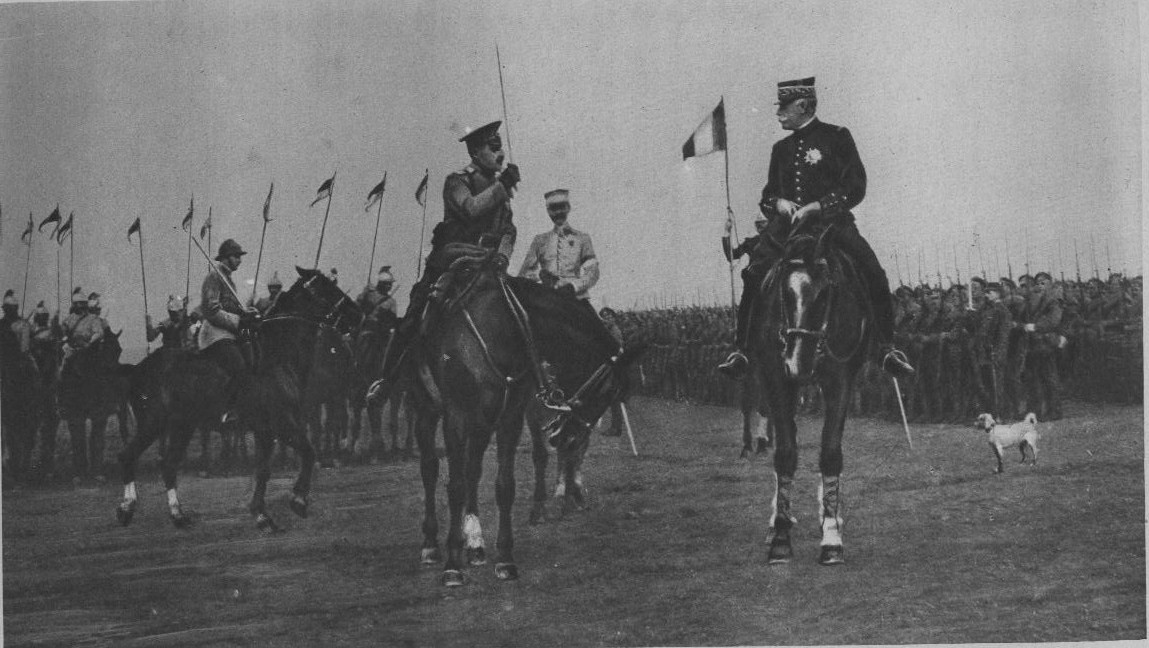
مارس 1917

## روابط خارجية
- موريس بول ساراي على موقع الموسوعة البريطانية (الإنجليزية)